# علی البسکی
علی البسکی (عربی: علي البسكي؛ ۱۹۴۱ – ۲۴ آوریل ۲۰۱۹) بازیکن فوتبال اهل لیبی بود.
وی همچنین در تیم ملی فوتبال لیبی بازی کرده‌است.